# 路易斯·費利佩
路易斯·费利佩·拉莫斯·马尔希（葡萄牙語：Luiz Felipe Ramos Marchi；1997年3月22日—），意大利職業足球員，司職中後衛，現效力於西甲球會華歷簡奴。

## 俱樂部生涯
路易斯·費利佩1997年3月22日出生在聖保羅州的科利納，同樣擁有意大利國籍。2016年夏天，拉齐奥以75萬歐元從伊圖諾簽下路易斯·費利佩，並將他租借到沙勒尼塔納效力了一個賽季。
2017年夏天，路易斯·費利佩回到拉齊奧。雖然不是球隊的絕對主力，但也得到了主帥西蒙尼·因扎吉的重用。
2018年3月19日，拉齐奥正式宣佈，與巴西中後衛路易斯·費利佩續約，新合同簽至2022年6月30日。
2019年12月23日，路易斯·費利佩幫助拉齊奧奪得意大利超級杯冠軍。
2020年9月，拉齊奧與球隊中衛路易斯·費利佩續約，雙方簽約至2025年6月。

## 外部連結
- Soccerway資料庫：路易斯·費利佩